# Karan Ashley
Karan Ashley Jackson (Odessa, 28 settembre 1975) è un'attrice, sceneggiatrice e produttrice cinematografica statunitense.

## Filmografia

### Cinema
- Power Rangers - Il film (Mighty Morphin Power Rangers: The Movie), regia di Bryan Spicer (1995)
- Unto Thee, regia di Tim Grace (1999)
- Nerd Love, regia di Keith Brooks e Trevor Garner (2014)
- Surge of Power: Revenge of the Sequel, regia di Antonio Lexerot (2016)

### Televisione
- Power Rangers (Mighty Morphin Power Rangers) – serie TV, 71 episodi (1994-1996)
- Mr. Cooper (Hangin' with Mr. Cooper) – serie TV, episodio 4x12 (1996)
- Kenan & Kel – serie TV, episodio 3x15 (1999)
- The Steve Harvey Show – serie TV, episodio 4x04–4x12 (1999–2000)
- Strepitose Parkers – serie TV, episodio 2x01 (2000)
- Taylor's Wall, regia di Craig Ross Jr. – film TV (2001)
- One on One – serie TV, episodio 1x16 (2002)
- Class Dismissed – serie TV, episodio 1x06–1x07–1x08 (2016)
- Power Rangers Hyperforce – serie TV, episodio 1x04–1x24 (2017–2018)
- Power Rangers - Una volta e per sempre (Mighty Morphin Power Rangers: Once & Always), regia di Charlie Haskell (2023) – film TV

## Doppiatrici italiane
Nelle versioni in italiano delle opere in cui ha recitato, Karan Ashley è stata doppiata da:
- Emanuela Pacotto in Power Rangers - Il film, Power Rangers, Power Rangers - Una volta e per sempre